# Bobby Blotzer
Robert John Blotzer, más conocido como Bobby Blotzer (Pensilvania, 22 de octubre de 1958), es un baterista estadounidense, reconocido por haber pertenecido a la popular banda de metal Ratt.

## Carrera
Blotzer inició su carrera en Ratt en 1982, después de ser escogido por el vocalista Stephen Pearcy. Blotzer ayudó a Ratt a consagrarse como artistas ganadores de multiplatino en los años 1980. En 1992 la banda se disolvió, y Blotzer inició una vida normal, fuera de los escenarios. Sin embargo, cinco años después, Ratt se reunió y realizó algunas giras nuevamente. 
En el año 2000 tuvo un fuerte altercado legal con Stephen Pearcy (hecho que se ha mantenido a lo largo de los años) y en el 2002, su amigo y compañero en Ratt, Robbin Crosby falleció debido a una sobredosis de heroína, lo que significó uno de los momentos más dolorosos en la vida de Blotzer. Stephen Pearcy retornó a Ratt en el 2007.

### Otros proyectos
Ha participado en algunos proyectos a lo largo de su carrera, tales como Twenty 4 Seven (junto a John Corabi, exvocalista de Mötley Crüe), Phucket, FireFoxx, Airborne, Angel City Outlaws y Contraband. También ha sido baterista de gira de Ronnie Montrose, e hizo parte de las bandas de Don Dokken y Vic Vergat.
En 2008 se unió a Jani Lane, excantante de Warrant para un proyecto musical junto a su compañero de Ratt, el bajista Robbie Crane y otro excompañero de la misma banda, Keri Kelli en las guitarras. Todos ellos conformaron la agrupación Saints of The Underground, la cual publicó un álbum, Love The Sin, Hate The Sinner (2008).